# Municipio de Golden Valley (Dakota del Norte)
El municipio de Golden Valley (en inglés: Golden Valley Township) es un municipio ubicado en el condado de Williams en el estado estadounidense de Dakota del Norte. En el año 2010 tenía una población de 19 habitantes y una densidad poblacional de 0,2 personas por km².

## Geografía
El municipio de Golden Valley se encuentra ubicado en las coordenadas 48°25′24″N 103°4′13″O / 48.42333, -103.07028. Según la Oficina del Censo de los Estados Unidos, el municipio tiene una superficie total de 93.47 km², de la cual 93,14 km² corresponden a tierra firme y (0,36 %) 0,34 km² es agua.

## Demografía
Según el censo de 2010, había 19 personas residiendo en el municipio de Golden Valley. La densidad de población era de 0,2 hab./km². De los 19 habitantes, el municipio de Golden Valley estaba compuesto por el 100 % blancos. Del total de la población el 5,26 % eran hispanos o latinos de cualquier raza.